# 山里ユキ
山里ユキ（やまざと　ゆき、1937年10月2日 - ）は琉球民謡歌手、沖縄音楽の代表的なアーティスト。沖縄県本部生まれ。1961年、24歳の時に普久原恒勇に師事し、「新里前とよー」「嘆きの梅」を嘉手苅林昌と初レコーディングした。1965年には女子初の「本部ナークニー」をレコーディングし、現在は本部ナークニー大会の審査委員もやっている。普久原朝喜作「夢の唄」「思い出の唄」のオリジナル曲を発表した。1982年には「遊び仲風」を発売した。
その後も数々の名曲を歌い上げ「ユキねえ」の名称で愛されている
2004年、「第一回普久原朝喜賞受賞」。（45年記念公演「命一つ、歌一つ」パンフレットのプロフィールを引用）
2007年芸歴45年記念公演「命一つ、歌一つ（ぬちてぃーち、うたてぃーち）」を開催した。
1994年までは山里ゆき子名義で活動していた。